# Austrolimnophila (ondergeslacht)
Austrolimnophila is een ondergeslacht van het geslacht van insecten Austrolimnophila binnen de familie steltmuggen (Limoniidae).

## Soorten
Deze lijst van 167 stuks is mogelijk niet compleet.
- A. (Austrolimnophila) acanthophallus (Alexander, 1955)
- A. (Austrolimnophila) accola (Alexander, 1961)
- A. (Austrolimnophila) acutergata (Alexander, 1939)
- A. (Austrolimnophila) agathicola (Alexander, 1952)
- A. (Austrolimnophila) agma (Alexander, 1972)
- A. (Austrolimnophila) aka (Theischinger, 2000)
- A. (Austrolimnophila) amatrix (Alexander, 1960)
- A. (Austrolimnophila) analis (Santos Abreu, 1923)
- A. (Austrolimnophila) anjouanensis (Alexander, 1979)
- A. (Austrolimnophila) antiqua (Skuse, 1890)
- A. (Austrolimnophila) argus (Hutton, 1900)
- A. (Austrolimnophila) asiatica (Alexander, 1925)
- A. (Austrolimnophila) aspidophora (Alexander, 1955)
- A. (Austrolimnophila) atripes (Alexander, 1922)
- A. (Austrolimnophila) autumnalis (Alexander, 1929)
- A. (Austrolimnophila) badia (Doane, 1900)
- A. (Austrolimnophila) bifidaria (Alexander, 1942)
- A. (Austrolimnophila) birungana (Alexander, 1924)
- A. (Austrolimnophila) bradleyi (Alexander, 1929)
- A. (Austrolimnophila) brevicellula (Stary, 1977)
- A. (Austrolimnophila) bulbulifera (Alexander, 1948)
- A. (Austrolimnophila) buxtoni (Alexander, 1956)
- A. (Austrolimnophila) byersiana (Alexander, 1968)
- A. (Austrolimnophila) candiditarsis (Alexander, 1937)
- A. (Austrolimnophila) canuta (Alexander, 1958)
- A. (Austrolimnophila) caparaoensis (Alexander, 1944)
- A. (Austrolimnophila) claduroneura (Speiser, 1909)
- A. (Austrolimnophila) claduroneurodes (Alexander, 1956)
- A. (Austrolimnophila) collessiana (Theischinger, 1996)
- A. (Austrolimnophila) comantis (Alexander, 1948)
- A. (Austrolimnophila) crassipes (Hutton, 1900)
- A. (Austrolimnophila) croceipennis (Alexander, 1962)
- A. (Austrolimnophila) cyatheti (Edwards, 1923)
- A. (Austrolimnophila) cyclopica (Alexander, 1947)
- A. (Austrolimnophila) chiloeana (Alexander, 1953)
- A. (Austrolimnophila) chrysorrhoea (Edwards, 1923)
- A. (Austrolimnophila) danbulla (Theischinger, 1996)
- A. (Austrolimnophila) deltoides (Alexander, 1960)
- A. (Austrolimnophila) diacanthophora (Alexander, 1962)
- A. (Austrolimnophila) diffusa (Alexander, 1920)
- A. (Austrolimnophila) discoboloides (Alexander, 1947)
- A. (Austrolimnophila) dislocata (Alexander, 1961)
- A. (Austrolimnophila) distigma (Alexander, 1920)
- A. (Austrolimnophila) duseni (Alexander, 1920)
- A. (Austrolimnophila) echidna (Alexander, 1956)
- A. (Austrolimnophila) elnora (Alexander, 1929)
- A. (Austrolimnophila) ephippigera (Alexander, 1946)
- A. (Austrolimnophila) erecta (Alexander, 1934)
- A. (Austrolimnophila) eucharis (Alexander, 1962)
- A. (Austrolimnophila) eutaeniata (Bigot, 1888)
- A. (Austrolimnophila) excelsior (Alexander, 1960)
- A. (Austrolimnophila) exsanguis (Alexander, 1955)
- A. (Austrolimnophila) fluxa (Alexander, 1936)
- A. (Austrolimnophila) fulvipennis (Alexander, 1921)
- A. (Austrolimnophila) fuscohalterata (Alexander, 1929)
- A. (Austrolimnophila) geographica (Hutton, 1900)
- A. (Austrolimnophila) griseiceps (Alexander, 1921)
- A. (Austrolimnophila) hausa (Alexander, 1974)
- A. (Austrolimnophila) hazelae (Alexander, 1929)
- A. (Austrolimnophila) hoogstraali (Alexander, 1972)
- A. (Austrolimnophila) horii (Alexander, 1925)
- A. (Austrolimnophila) illustris (Alexander, 1923)
- A. (Austrolimnophila) infidelis (Alexander, 1929)
- A. (Austrolimnophila) interjecta (Alexander, 1936)
- A. (Austrolimnophila) interventa (Skuse, 1890)
- A. (Austrolimnophila) iris (Alexander, 1929)
- A. (Austrolimnophila) irwinsmithae (Alexander, 1937)
- A. (Austrolimnophila) japenensis (Alexander, 1947)
- A. (Austrolimnophila) joana (Alexander, 1929)
- A. (Austrolimnophila) jobiensis (Alexander, 1947)
- A. (Austrolimnophila) kirishimensis (Alexander, 1925)
- A. (Austrolimnophila) laetabunda (Alexander, 1960)
- A. (Austrolimnophila) lambi (Edwards, 1923)
- A. (Austrolimnophila) latistyla (Stary, 1977)
- A. (Austrolimnophila) leleupi (Alexander, 1962)
- A. (Austrolimnophila) leucomelas (Edwards, 1923)
- A. (Austrolimnophila) lewisiana (Theischinger, 1996)
- A. (Austrolimnophila) linae (Alexander, 1947)
- A. (Austrolimnophila) lobophora (Alexander, 1960)
- A. (Austrolimnophila) luteipleura (Alexander, 1949)
- A. (Austrolimnophila) macrophallus (Alexander, 1958)
- A. (Austrolimnophila) macropyga (Alexander, 1953)
- A. (Austrolimnophila) mannheimsi (Alexander, 1960)
- A. (Austrolimnophila) marcida (Alexander, 1924)

- A. (Austrolimnophila) marshalli (Hutton, 1900)
- A. (Austrolimnophila) martinezi (Alexander, 1957)
- A. (Austrolimnophila) medialis (Alexander, 1921)
- A. (Austrolimnophila) megapophysis (Alexander, 1979)
- A. (Austrolimnophila) merklei (Alexander, 1928)
- A. (Austrolimnophila) microspilota (Alexander, 1943)
- A. (Austrolimnophila) microsticta (Alexander, 1929)
- A. (Austrolimnophila) michaelseni (Alexander, 1929)
- A. (Austrolimnophila) minor (Alexander, 1962)
- A. (Austrolimnophila) mobilis (Alexander, 1934)
- A. (Austrolimnophila) multiscripta (Alexander, 1960)
- A. (Austrolimnophila) multitergata (Alexander, 1962)
- A. (Austrolimnophila) munifica (Alexander, 1928)
- A. (Austrolimnophila) nahuelicola (Alexander, 1957)
- A. (Austrolimnophila) natalensis (Alexander, 1921)
- A. (Austrolimnophila) nebrias (Alexander, 1962)
- A. (Austrolimnophila) neuquenensis (Alexander, 1952)
- A. (Austrolimnophila) nigrocincta (Edwards, 1923)
- A. (Austrolimnophila) nokonis (Alexander, 1928)
- A. (Austrolimnophila) norrisiana (Theischinger, 1996)
- A. (Austrolimnophila) nympha (Alexander, 1943)
- A. (Austrolimnophila) obliquata (Alexander, 1922)
- A. (Austrolimnophila) oculata (Edwards, 1923)
- A. (Austrolimnophila) ochracea (Meigen, 1804)
- A. (Austrolimnophila) oroensis (Alexander, 1943)
- A. (Austrolimnophila) orthia (Alexander, 1924)
- A. (Austrolimnophila) pacifera (Alexander, 1937)
- A. (Austrolimnophila) pallidistyla (Alexander, 1942)
- A. (Austrolimnophila) percara (Alexander, 1957)
- A. (Austrolimnophila) percincta (Alexander, 1955)
- A. (Austrolimnophila) peremarginata (Alexander, 1955)
- A. (Austrolimnophila) persessilis (Alexander, 1939)
- A. (Austrolimnophila) petasma (Alexander, 1961)
- A. (Austrolimnophila) phantasma (Alexander, 1956)
- A. (Austrolimnophila) platensis (Alexander, 1923)
- A. (Austrolimnophila) platyterga (Alexander, 1958)
- A. (Austrolimnophila) pleurolineata (Alexander, 1957)
- A. (Austrolimnophila) pleurostria (Alexander, 1958)
- A. (Austrolimnophila) plumbeipleura (Alexander, 1949)
- A. (Austrolimnophila) polydamas (Alexander, 1960)
- A. (Austrolimnophila) polyspilota (Alexander, 1937)
- A. (Austrolimnophila) praepostera (Alexander, 1956)
- A. (Austrolimnophila) pristina (Alexander, 1924)
- A. (Austrolimnophila) proximata (Alexander, 1926)
- A. (Austrolimnophila) punctipennis (Philippi, 1866)
- A. (Austrolimnophila) recens (Alexander, 1921)
- A. (Austrolimnophila) relicta (Alexander, 1928)
- A. (Austrolimnophila) robinsoni (Alexander, 1958)
- A. (Austrolimnophila) saturnina (Alexander, 1961)
- A. (Austrolimnophila) septifera (Alexander, 1968)
- A. (Austrolimnophila) spectabilis (Alexander, 1921)
- A. (Austrolimnophila) spinicaudata (Alexander, 1937)
- A. (Austrolimnophila) stemma (Alexander, 1922)
- A. (Austrolimnophila) stenoptera (Alexander, 1981)
- A. (Austrolimnophila) sternolobata (Alexander, 1957)
- A. (Austrolimnophila) strigimacula (Edwards, 1923)
- A. (Austrolimnophila) striopleura (Alexander, 1960)
- A. (Austrolimnophila) styx (Alexander, 1965)
- A. (Austrolimnophila) subinterventa (Edwards, 1923)
- A. (Austrolimnophila) subpacifera (Alexander, 1942)
- A. (Austrolimnophila) subsessilis (Alexander, 1970)
- A. (Austrolimnophila) superstes (Alexander, 1960)
- A. (Austrolimnophila) tanana (Alexander, 1972)
- A. (Austrolimnophila) tenuilobata (Alexander, 1942)
- A. (Austrolimnophila) tergifera (Alexander, 1953)
- A. (Austrolimnophila) tergofurcata (Alexander, 1965)
- A. (Austrolimnophila) terpsis (Alexander, 1960)
- A. (Austrolimnophila) thornei (Wood, 1952)
- A. (Austrolimnophila) toxoneura (Osten Sacken, 1860)
- A. (Austrolimnophila) transvaalica (Alexander, 1917)
- A. (Austrolimnophila) tremula (Alexander, 1929)
- A. (Austrolimnophila) trifidula (Alexander, 1960)
- A. (Austrolimnophila) tsaratananae (Alexander, 1955)
- A. (Austrolimnophila) tunguraguensis (Alexander, 1940)
- A. (Austrolimnophila) varitarsis (Alexander, 1929)
- A. (Austrolimnophila) vivasberthieri (Alexander, 1938)
- A. (Austrolimnophila) volentis (Alexander, 1951)
- A. (Austrolimnophila) wilfredlongi (Alexander, 1952)
- A. (Austrolimnophila) wilhelminae (Alexander, 1960)
- A. (Austrolimnophila) wygodzinskyi (Alexander, 1948)
- A. (Austrolimnophila) xanthoptera (Alexander, 1929)
- A. (Austrolimnophila) yoruba (Alexander, 1974)
- A. (Austrolimnophila) yumotana (Alexander, 1934)